# Komsilga (Zimtenga)
Pour les articles homonymes, voir Komsilga.
Komsilga est une ville du département de Zimtenga, dans la province de Bam de la région Centre-nord, au Burkina Faso. En 2006, la ville comptait 813 habitants dont 52% de femmes.